# 上野政夫
上野 政夫（うえの まさお、1936年〈昭和11年〉7月4日 - 2005年〈平成17年〉12月2日）は、日本の政治家。愛知県西春日井郡西春町長（5期）、西春町議会議員（2期）、大阪府枚方市議会議員（2期）を歴任した。

## 来歴

### 生い立ち
愛知県西春日井郡西春町（現：北名古屋市）にて、五人兄弟の末っ子として生まれる。愛知県立名古屋西高等学校1年の時、肺結核と診断され、「会社勤めは無理。弁護士や医師、政治家しかないと思った」という。アルバイトをしながら勉強し、三度目の挑戦で名古屋大学法学部に合格。

### 西春町長として
卒業後、工作機械メーカーに就職したのち、1971年（昭和46年）から大阪府枚方市議会議員を2期務めた。その後、実家の母が独居となり帰郷。衆議院議員青山丘の秘書を経て、1982年（昭和57年）、西春町議会議員に当選。2期務めた後、1986年（昭和61年）11月に西春町長に初当選。以後、町長を5期務め、師勝町との合併を進めていたが、2005年（平成17年）12月2日に岐阜県可児市内で自殺しているのが見つかった。

### 自殺
11月28日 - 「死にに行く」などと話して車で自宅を出たため、妻の津美子が別の車で追い、その日は犬山市内のホテルに二人で宿泊。
11月29日 - 上野と津美子が別々の車で出発したが、夕方に津美子が上野の車を見失い、その後連絡が取れなくなった。
12月1日 - 津美子が愛知県警察西枇杷島署に捜索願を出す。
12月2日 - 午前11時40分頃、岐阜県可児市東帷子の市道脇の空き地に止めてあった乗用車の運転席で、ポリ袋を頭にかぶった状態の上野を近くの住民が発見。上野はすでに死亡しており、死因は窒息死。背広にネクタイ姿で、空気が入らないように首の部分で粘着テープを数回巻いて密封してあった。自宅と車の後部座席に家族らに当てたA4判で一、二枚の遺書が残っており、家族への感謝などがつづられていたほか、最後に「身をもって訴える」と、自殺をほのめかす内容だったという。2006年（平成18年）3月20日には師勝町との合併（上野は師勝町・西春町合併協議会の会長も務めていた）も控える中での突然の自殺であった。津美子によると、上野は合併後の北名古屋市長選への出馬準備も進めていたという。
西春日井郡では上野の自殺の1ヶ月前の11月6日、春日町長の丹羽弘昭も自殺を遂げており、この時上野は「広域事務組合の会合で10月27日に会ったばかり。そのときは何も変わりがなかったので、突然の悲報に驚いている。声が大きく元気の良い人だった。こんな急に亡くなって信じられない気持ちだが、ご冥福をお祈りしたい」と丹羽の死を悼んでいた。
自殺による影響
上野の自殺を受け、行政部の部長級にあたる加藤公久が職務代行者となった。収入役の安井常雄は「28日に仕事の話をしたのが最後。その時はそんな（自殺をするような）そぶりは見せていなかった。私も見抜けず残念に思っている」と悔やみ、「西春町に新しい空気を運んだアイデア町長。衛生施設や健康ドーム建設など功績は大きい」と、その死を悼んだ。12月6日に開かれた師勝町議会では、本会議開会直後に上野に黙祷が捧げられた。
上野の自殺に伴う西春町長選挙は、2006年（平成18年）1月17日告示、22日投開票で実施された。当時西春町最年少町議だった太田考則が立候補を表明した一方、告示4日前になって上野の妻の津美子が立候補を表明し弔い合戦となったが、投開票の結果、太田が当選した。

## 業績

### アイデア町長
民間企業出身の上野は、就任当初から民間の経営感覚を庁内に導入し、「アイデア町長」として知られた。年功序列人事の廃止や能力重視の昇格を取り入れ、2001年度からは「課」「係」を廃止して「グループ制」を採用。組織として横の連携をしやすくする狙いで、部長を「専務」、次長を「常務」、課長を「リーダー」とするなど名称を工夫。町政に助言する「社外重役」も募集したほか、たらい回しや前例の踏襲、問題の先送りといった役場組織の悪弊の追放に力を入れた。
一方で、道路など町内の基盤整備を進め、優良企業を誘致するなど堅実な一面も。町財政を好転させ、下水道や西春駅西側整備などの懸案事業も大きく前進させた。「健康王国」をキャッチフレーズに健康づくりも積極的に展開。その象徴となる「西春健康ドーム」は、上野の自殺後の12月23日に竣工式を迎えるところだった。

## 人物
- 趣味は読書で、経営についての本が中心。ストレス解消にはカラオケが一番、という[2]。
- ジェレミ・ベンサムの「最大多数の最大幸福」が政治信条[2]。

## 家族
- 妻・津美子 - 上野の自殺に伴う西春町長選挙に出馬したが落選。
- 次女・雅美 - 2006年の北名古屋市議選挙に出馬し初当選[13]。以後4期連続当選[14]。立憲民主党所属[15]。

## 役職
- 愛知県町村会会長（2005年）
- 師勝町・西春町合併協議会会長